# Pierre Huyghe

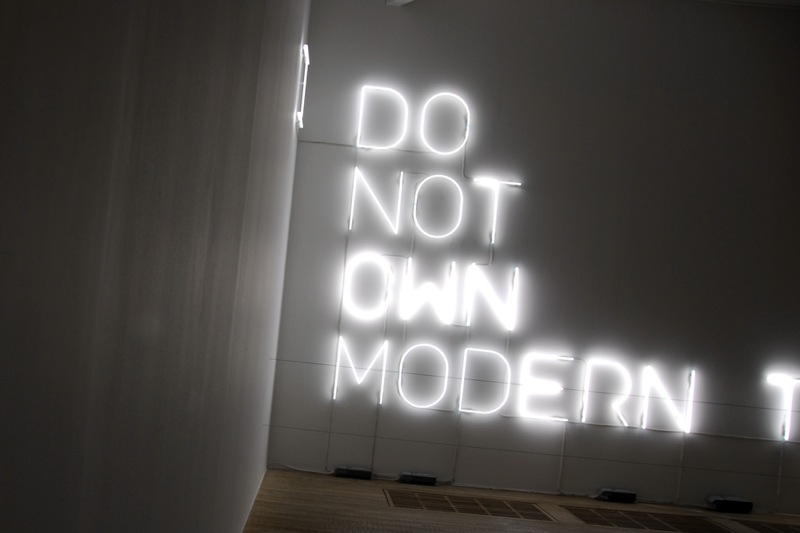
Pierre Huyghe

Pierre Huyghe (nacido en 1962) es un artista francés.
En 2001, Huyghe representó a Francia en la Bienal de Venecia, ganando un premio especial del jurado.
Huyghe, fue ganador del premio Hugo Boss en 2002.
Tras los elaborados experimentos tecnológicos llevados a cabo por este artista francés hay una preocupación fundamental por los enigmas que despiertan la imaginación.
Su sensibilidad, al menos en algunas de sus obras, se encuentra más próxima al simbolista Maurice Maeterlinck quien, según Kandinsky, creó una atmósfera de fuerzas invisibles y sombrías.
en su obra "“Les grands Ensambles”,tiene un interés más estético que sociológico, preocupando más por la niebla, el humo y las nubes. 
El autor ofrece una explicación de la obra, una proyección sobre una gran pantalla de dos torres típicas de viviendas de bajo presupuesto, en las que un ballet de ventanas iluminadas se alterna con ventanas apagadas, como si la niebla nocturna viniera y se fuese y el viento azotase los árboles del fondo.
Huyghe dice que su obra está basada en unos proyectos arquitectónicos de la década de los 70 que “terminaron siendo un fracaso arquitectónico y social”. Tal y como lo explica se trataba de una transgresión de las teorías de Le Corbusier. “Sin principio ni fin, las dos torres de edificios dialogan en un extraño código Morse a través de la luz de sus respectivas ventanas, en una existencia parpadeante”. El espectador puede advertir fácilmente, prescindiendo del comentario social implícito en la explicación de Huyghe, que hay un mensaje enormemente triste, así como algo misterioso que no requiere de las famosas explicaciones académicas.

## Algunas exposiciones
- 1996: Dubbing, Galerie Roger Pailhas, Paris, Frankreich
- 1997: Storytellers, Le Consortium, Dijon, Frankreich
- 1997: Fondation Bevilacqua la Masa, Bienal Venedig
- 1998: Musée d'Art Moderne de la Ville de Paris, Paris
- 1998: Manifesta 2, Luxemburgo, Luxemburgo
- 1998: Sídney Biennale, Sídney
- 1998: Permises, Guggenheim Museum SoHo, New York
- 1999-2000: Wiener Secession, Viena
- 1999-2000: The Renaissance Society at the University of Chicago, Chicago
- 2010: La estación de las fiestas, Museo Reina Sofia, Madrid.
- 2021: Offspring, Bourse de Commerce - Pinault Collection, Paris.

## Literatura
- Exhibition catalogue, 2. Biennale de Lyon, 1995
- Exhibition catalogue, Johannesburg Biennial, 1997
- Images, Objets, Scènes, Le Magasin, Centre National d'Art Contemporain, Grenoble, 1998